# 정렬 (언어학)
언어학에서 정렬(整列, 영어: morphosyntactic alignment)이란, 세 종류의 핵심 논항, 즉 타동사의 두 논항과 자동사의 하나뿐인 논항이 문법적으로 관계되어 있는 방식을 뜻한다. 예를 들어 한국어는 타동사의 보다 능동적인 논항과 자동사의 유일한 논항을 한데 묶어 ‘주어’로 취급하고, 타동사의 보다 수동적인 논항은 ‘목적어’로 취급하는데, 세계의 여러 언어들은 이와 다른 방식으로 세 논항을 구분짓기도 한다. 이러한 구분은 격과 일치 등을 통해 형태론적으로 나타나기도 하고, 어순 등을 통해 통사론적으로 나타나기도 한다.
그 밖에 간접목적어와 같은 논항에 관해서도 의미가 확장되어 쓰이기도 한다.

## 용어
정렬에 관해 말할 때에는 논항의 종류를 다음과 같은 기호로 나타낸다.
- S: 자동사의 하나뿐인 논항.
- A: 타동사의 주어, 즉 타동사의 두 논항 중 가장 행위자에 가까운 논항.
- O: 타동사의 목적어, 즉 타동사의 두 논항 중 가장 피행위자에 가까운 논항. P로 나타내기도 한다.

이 기호들은 ‘subject(주어)’ 또는 ‘sole(유일한)’, ‘agent(행위자)’, ‘object(목적어)’, ‘patient(피행위자)’의 머릿글자에서 왔지만, 원래 단어와 같은 뜻으로 받아들여서는 안 된다.
S, A, O 또는 P라는 용어는 언어학에서 널리 쓰이지만 저자마다 정의하는 방식이 조금씩 다르다. 위의 정의를 따르면 ‘타동사’가 무엇인지, 또 ‘타동사’의 두 논항 중 ‘주어’와 ‘목적어’를 어떻게 정해야 하는지가 모호할 수 있다. 이러한 모호함을 해결하는 한 가지 방법은 ‘치다’, ‘깨트리다’, ‘죽이다’처럼 행위자와 피행위자가 명확히 구분되는 원형적인 타동사들을 통해 A와 O를 정의하는 것이다.
주격-대격 체계는 S와 A를 동일하게 취급하고 O를 구별한다. 그러나 능격-절대격 체계는 S와 O를 동일하게 취급하고 A를 구별한다. 한국어나 영어는 전형적인 주격-대격 언어에 속한다. 이 용어는 (S와 A를 나타내는) 주격과 (O를 나타내는) 대격에서 왔다. 능격-절대격 언어의 예로는 바스크어를 들 수 있다. 이 용어는 (S와 O를 나타내는) 절대격과 (A를 나타내는) 능격에서 왔다. 한국어에서처럼 S와 A를 동일하게 취급하는 경우 S가 A와 정렬되었다고 하며 마찬가지로 바스크어에서는 S가 O와 정렬되었다고 한다.

## 유형

### 주격-대격 정렬
주격-대격 정렬(또는 대격 정렬)은 자동사의 S 논항을 타동사의 A 논항과 똑같이 취급하며 타동사의 O 논항은 다르게 취급한다. (S=A; O) 형태론적으로 격을 표시하는 언어라면, S와 A를 무표적으로 두거나 주격으로 표시하고 O를 대격으로 표시할 수 있다. 다음 라틴어 예문에서 -us는 주격, -um은 대격 접미사이다. Julius venit. “율리우스가 왔다.”; Julius Brutum vidit. “율리우스가 브루투스를 보았다.” 세계 언어의 대부분은 주격-대격 언어이다.
유표적 주격 언어라 불리는 드문 하위 유형이 있는데, 이러한 언어에서는 주어(S=A)가 주격 표지를 받고 목적어(O)는 무표적이다. 이 유형은 아프리카 동북부, 특히 쿠시어파 언어들 및 미국 서남부와 멕시코 인근 지역의 유마어족 언어에서 많이 나타난다.
몇몇 주격-대격 언어에는 타동사의 A 논항을 강등시키고 O 논항을 S 논항으로 승격시키는 과정이 있는데, 이를 수동태라고 부른다.

### 능격-절대격 정렬
능격-절대격 정렬(또는 능격 정렬)은 S와 O를 똑같이 취급하며 A를 다르게 취급한다. (S=O; A) A 논항은 능격으로 표시되기도 하며(능격 표지는 속격이나 도구격의 기능을 겸하는 경우도 많다), S와 O는 무표적으로 남거나 절대격으로 표시되기도 한다. 세계 언어의 약 6분의 1이 능격-절대격 현상을 보인다. 잘 알려진 예로 마야어족과 에스키모알류트어족, 대부분의 오스트레일리아 원주민 언어 등이 있다.
몇몇 능격-절대격 언어에는 타동사의 O 논항을 강등시키고 A 논항을 S 논항으로 승격시키는 과정이 있으며, 이를 역수동태라 부른다.

### 활격-불활격 정렬
활격-불활격 정렬(또는 활격 정렬)은 어떤 S는 A와 같이 취급하고 어떤 S는 O와 같이 취급한다. (Sa=A; So=O) 예를 들어 다음 조지아어 문장 Mariamma imğera “마리암(-ma)이 노래했다.”에서 ‘마리암’은 다음의 타동사문 Mariamma c'erili dac'era “마리암(-ma)이 편지(-i)를 썼다.”에서와 같은 격표지를 받지만, 다음 문장 Mariami iq'o Tbilisši revolutsiamde “마리암은 혁명 때까지 트빌리시에 있었다.”에서는 타동사의 목적어와 같은 격표지를 받는다. 즉, 자동사의 논항이 한 가지 방식으로 행동하지 않는다.
S가 A처럼 취급되느냐 O처럼 취급되느냐 하는 문제에는 일반적으로 의미론적 요인이 관여한다. 그 기준은 언어마다 다르며, 동사의 의미에 의해 결정되기도 하고, 동작의 의도성·통제 가능성·영향의 정도·화자의 공감 수준 등에 따라 화자가 선택하기도 한다. Sa=A가 받는 격을 활격, So=O가 받는 격을 불활격이라 부르기도 한다.

### 오스트로네시아 정렬
오스트로네시아 정렬(또는 필리핀형 정렬)은 필리핀, 보르네오, 타이완, 마다가스카르 등지의 오스트로네시아어족 언어에서 나타난다. 이 유형에 속하는 언어에서는 타동사문을 대격 언어처럼(S=A) 나타내기도 하고 능격 언어처럼(S=O) 나타내기도 한다. 과거에는 이를 각각 ‘능동태’와 ‘수동태’라 부르기도 했지만, 혼란의 여지가 크므로 오늘날에는 ‘행위자중심’과 ‘피행위자중심’ 구문이라는 용어를 선호한다. 이러한 언어들에서는 일반적으로 피행위자중심이 더 기본적인 구문이다. 양쪽 구문 모두 두 개의 핵심 격을 사용하는데(따라서 하나의 격만을 사용하는 수동태나 역수동태와는 다름), 행위자중심 구문의 ‘주격’과 피행위자중심 구문의 ‘절대격’이 동일하다. 따라서 다음 3개의 핵심 격이 쓰인다. S/A/O에 공통으로 쓰이는 격(주격 또는 직격이라 불림), 능격의 A, 대격의 O. 또한 많은 오스트로네시아 언어에는 장소나 수혜자를 직격으로 표시하는 구문들도 존재하며, 행위자중심이나 피행위자중심과 나란히 장소중심, 수혜자중심 따위로 불린다.

### 직격 정렬
직격 정렬(또는 중립 정렬)은 S, A, O를 전혀 구분하지 않는다. 따라서 청자는 문맥과 상식으로 논항을 구별해야 한다. S=A=O에 해당하는 격을 직격이라 부르기도 한다. 직격 정렬은 극히 드물게 나타난다.

### 삼분법 정렬
삼분법 정렬은 S, A, O를 모두 다르게 취급한다. 보통 이들을 각각 자동격, 능격, 대격이라 부른다. 여기에 속하는 언어로는 네즈퍼스어 등이 있다.

### 타동성 정렬
타동성 정렬은 A와 O를 같게 취급하고 S를 다르게 취급한다. 전자를 타동격, 후자를 자동격이라 부른다. 루샨어 등 일부 이란어군 언어는 과거시제에서 타동성 정렬을 보이며, 타동격은 비과거시제의 대격과 같다.
직격 정렬, 삼분법 정렬, 타동성 정렬은 드물게 나타난다. 오스트로네시아 정렬을 제외한 나머지 정렬은 다음과 같이 도식화할 수 있다.

### 정렬 유형의 혼합
어떤 언어가 문법의 한 영역에서 특정한 정렬을 따른다고 해서, 다른 모든 영역에서도 같은 정렬을 따르는 것은 아니다. (#정렬이 나타나는 영역 문단 참조.) 예를 들어 문법의 특정 영역에서는 능격-절대격 정렬을 따르지만 다른 영역에서는 주격-대격 정렬을 따르는 언어들이 많은데, 이를 분열 능격성이라 한다. 능격성과 대격성 사이의 분열은 힌디어나 마야어족에서처럼 상에 따라 일어나기도 하고, 많은 오스트레일리아 원주민 언어에서처럼 생물성 위계에 따라 일어나기도 한다. 디야리어와 같은 몇몇 호주 언어는 생물성에 따라 대격 정렬, 능격 정렬, 삼분법 정렬이 모두 나타난다.
Anderson (1976)이 처음 주장한 바에 따르면, 어떤 종류의 구문은 보편적으로 대격 정렬을 선호하고 다른 종류의 구문은 그렇지 않다고 한다. 일반적으로 변형적 구문(behavioral constructions; 통제, 상승, 관계화)은 대격 정렬을 선호하고 부호화 구문(coding constructions; 일치, 격 표시)은 특별히 선호하는 정렬이 없다는 주장이다. 이러한 발상은 일찍이 ‘심층적’ 능격성과 ‘표면적’ 능격성(또는 ‘통사론적’ 능격성과 ‘형태론적 능격성’)을 구별하고자 했던 동기가 되었다. (예컨대 Comrie (1978), Dixon (1994)) 많은 언어들은 표면적 능격성을 지녔을 뿐 (즉, 격이나 일치만 능격 정렬을 따를 뿐) 변형적 구문에서는 능격성이 나타나지 않는다. 통사론적 능격성을 지닌 (변형적 구문에서 능격성을 보이는) 언어는 그보다 드물어 보인다.

## 정렬이 나타나는 영역
문법의 여러 영역에서 정렬을 따질 수 있다. 이 문단은 여러 언어에서 가져온 예를 통해 정렬을 설명한다.

### 논항의 격 표시
정렬이라는 용어는 논항의 격 표시에 대해 쓰이는 경우가 가장 많다.
한국어는 격조사 ‘이/가’와 ‘을/를’을 통해 핵심 논항을 표시한다.
| 문장: | 아이가 왔다. | 아이가 왔다. |  | 남자가 아이를 보았다. | 남자가 아이를 보았다. | 남자가 아이를 보았다. |
| 단어: | 아이 가      | 왔다         |  | 남자 가               | 아이 를               | 보았다                |
| 분석: | 아이 주격    | 왔다         |  | 남자 주격             | 아이 대격             | 보았다                |
| 기능: | S            | 자동사       |  | A                     | O                     | 타동사                |
보다시피 한국어는 A(타동사의 주어)와 S(자동사의 주어) 논항을 똑같이 ‘이/가’로 표시하고, 그와 달리 O(타동사의 목적어)는 ‘을/를’로 표시한다. 따라서 한국어의 격 표시는 주격-대격 정렬을 따른다. 주격-대격 언어에서 A와 S가 받는 격을 주격이라 하고 O가 받는 격을 대격이라 한다. 대격은 목적격이라고도 부른다.
다음으로 호주 원주민 언어인 지르발어의 예를 보자.
| 문장: | yaɻa baniɲu  | yaɻa baniɲu  |  | yaɻaŋgu ɲalŋga buɻan  | yaɻaŋgu ɲalŋga buɻan  | yaɻaŋgu ɲalŋga buɻan  |
| 단어: | yaɻa-∅       | baniɲu       |  | yaɻa-ŋgu              | ɲalŋga-∅              | buɻan                 |
| 분석: | 남자-절대격  | 왔다         |  | 남자-능격             | 아이-절대격           | 보았다                |
| 기능: | S            | 자동사       |  | A                     | O                     | 타동사                |
| 번역: | 남자가 왔다. | 남자가 왔다. |  | 남자가 아이를 보았다. | 남자가 아이를 보았다. | 남자가 아이를 보았다. |
지르발어로 ‘yaɻa’는 ‘남자’, ‘ɲalŋga’는 ‘아이’라는 뜻이다. 지르발어는 S와 O 논항을 똑같이 어간 자체로 나타내고 A 논항만 접미사 ‘-ŋgu’로 표시한다. 따라서 지르발어의 격 표시는 능격-절대격 정렬을 따른다. 능격-절대격 언어에서 A가 받는 격을 능격이라 하고 S와 O가 받는 격을 절대격이라 한다.

### 동사 일치
동사가 하나 이상의 논항에 일치하는 언어에서는 동사 일치의 정렬을 따질 수 있다.
라틴어 동사는 A 또는 S 논항의 수와 인칭에 일치하고, O 논항에는 일치하지 않는다. 따라서 라틴어의 일치 체계는 주격-대격 정렬을 따른다고 할 수 있다.
| 문장: | dominus venit | dominus venit   |  | servus dominum audit  | servus dominum audit  | servus dominum audit  |
| 단어: | domin-us      | veni-t          |  | serv-us               | domin-um              | audi-t                |
| 분석: | 주인-주격     | 오다-3인칭.단수 |  | 하인-주격             | 주인-대격             | 듣다-3인칭.단수       |
| 기능: | S             | 자동사-S        |  | A                     | O                     | 타동사-A              |
| 번역: | 주인이 온다.  | 주인이 온다.    |  | 하인이 주인을 들었다. | 하인이 주인을 들었다. | 하인이 주인을 들었다. |
한편 과테말라의 마야어족 언어인 추투힐어에서 동사는 A와 O, 또는 S 논항에 일치하는데, S와 O 일치 접사의 형태는 서로 같고 A 일치 접사는 그와 다르다. 따라서 추투힐어의 일치 체계는 능격-절대격 정렬을 따른다고 할 수 있다.
| 문장: | xoqwari                              |  | xoqkeechʼey                                       |
| 단어: | x-oq-war-i                           |  | x-oq-kee-chʼey                                    |
| 분석: | 과거-1인칭.복수.절대격어-자다-접미사 |  | 과거-1인칭.복수.절대격어-3인칭.복수.능격어-때리다 |
| 기능: | S-자동사                             |  | O-A-타동사                                        |
| 번역: | 우리가 잤다.                         |  | 그들이 우리를 때렸다.                             |

## 같이 보기
- 일치

## 참고 문헌
- Aikhenvald, A. Y., Dixon, R. M. W., & Onishi, M. (Eds). (2001). Non-canonical Marking of Subjects and Objects. Netherlands: John Benjamins.
- Anderson, Stephen (1976). 〈On the notion of subject in ergative languages〉.   C. Li. 《Subject and topic》. New York: Academic Press. 1–24쪽.
- Anderson, Stephen R. (1985). Inflectional morphology. In T. Shopen (Ed.), Language typology and syntactic description: Grammatical categories and the lexicon (Vol. 3, pp. 150–201). Cambridge: University of Cambridge Press.
- Chen, V. (2017). A reexamination of the Philippine-type voice system and its implications for Austronesian primary-level subgrouping (Doctoral dissertation). University of Hawaiʻi at Mānoa.
- Comrie, Bernard (1978). 〈Ergativity〉.   W. P. Lehmann. 《Syntactic typology: Studies in the phenomenology of language》. Austin: University of Texas Press. 329–394쪽.
- Dixon, R. M. W. (Ed.) (1987). Studies in ergativity. Amsterdam: North-Holland.
- Dixon, R. M. W. (1994). 《Ergativity》. Cambridge University Press.
- Foley, William; & Van Valin, Robert. (1984). Functional syntax and universal grammar. Cambridge University Press.
- Haspelmath, Martin (2011). “On S, A, P, T, and R as comparative concepts for alignment typology”. 《Linguistic Typology》 15 (3): 535-567. doi:10.1515/LITY.2011.035.
- Kroeger, Paul. (1993). Phrase structure and grammatical relations in Tagalog. Stanford: CSLI.
- Lazard, Gilbert (2002). “Transitivity revisited as an example of a more strict approach in typological research”. 《Folia Linguistica》 36 (3-4): 141–190.
- Mallinson, Graham; & Blake, Barry J. (1981). Agent and patient marking. Language typology: Cross-linguistic studies in syntax (Chap. 2, pp. 39–120). North-Holland linguistic series. Amsterdam: North-Holland Publishing Company.
- Patri, Sylvain (2007), L'alignement syntaxique dans les langues indo-européennes d'Anatolie, (StBoT 49), Otto Harrassowitz, Wiesbaden, ISBN 978-3-447-05612-0
- Plank, Frans. (Ed.). (1979). Ergativity: Towards a theory of grammatical relations. London: Academic Press.
- Schachter, Paul. (1976). The subject in Philippine languages: Actor, topic, actor–topic, or none of the above. In C. Li. (Ed.), Subject and topic (pp. 491–518). New York: Academic Press.
- Schachter, Paul. (1977). Reference-related and role-related properties of subjects. In P. Cole & J. Sadock (Eds.), Syntax and semantics: Grammatical relations (Vol. 8, pp. 279–306). New York: Academic Press.
- van de Visser, M. (2006). The marked status of ergativity. Netherlands: LOT Publications.
- Wouk, F. & Ross, M. (Eds.). (2002). The history and typology of western Austronesian voice systems. Canberra: Pacific Linguistics, ANU Press.